# Gilman Rankin
Gilman Rankin (17 de abril de 1911–31 de octubre de 1993) fue un actor estadounidense, que trabajó principalmente en televisión en producciones de género western entre 1956 y 1975. 

## Biografía
Nacido en Boston, Massachusetts, su nombre completo era Gilman Warren Rankin'.
Entre 1957 y 1959 encarnó al Ayudante Charlie Riggs en siete episodios de la serie televisiva Tombstone Territory, y entre 1960 y 1975 fue nueve veces artista invitado, interpretando diversos personajes, en la serie de la CBS Gunsmoke, interpretada por James Arness.
Su primer papel western fue el de Reverendo Simon Peter Wheedle en la película de 1956 Ghost Town, en la cual también trabajaba el actor de carácter John Doucette. Otros de sus papeles en el western fueron los siguientes: Jed en el episodio de 1956 "Patrol", en la serie de la NBC Frontier; Tawanga en "The Doctor", capítulo de 1957 del show de la NBC Broken Arrow; Juez Parnell en el film de 1957 Black Patch; Cy Conway en "Death on the Rock", capítulo de 1957 del programa de Rod Cameron State Trooper; capataz en la entrega "Tom Horn" de la serie de Dale Robertson para la NBC Tales of Wells Fargo; dos intervenciones en la producción de NBC Laramie, en los capítulos de 1959 "Stage Stop" y "The General Must Die"; una actuación en la serie protagonizada por Richard Boone para CBS Have Gun - Will Travel; episodio "Daughter of the Sioux" del show de la NBC Overland Trail; como Tully en 1960 en "Disaster at Gold Hill", dentro del programa de ABC The Alaskans; Thornlee en 1960 en "Incident at Tupelo", de la serie de ABC The Man From Blackhawk; actuación en la producción The Texan, de la CBS, protagonizada por Rory Calhoun, y en Riverboat, show de NBC con Darren McGavin.
Rankin también actuó como artista invitado en numerosos programas dramáticos. Algunos de ellos se detallan a continuación: Highway Patrol, serie de Broderick Crawford con la que hizo su primera actuación televisiva como Vince en 1955, en el episodio "Prison Break"; el show de CBS The Millionaire, en el cual actuó en 1955 y 1957; The Loretta Young Show, programa de la NBC, actuando en el capítulo "Blizzard" en 1957. Otros programas fueron Jane Wyman Presents, Lassie, Dragnet, Perry Mason, Los Intocables y Border Patrol.
Las últimas actuaciones de Rankin tuvieron lugar en Grindl (1963), la serie The Long, Hot Summer (1965), el film Midnight Cowboy (1969), la serie de la NBC protagonizada por Raymond Burr Ironside (1971), y el capítulo de 1974 "The Graduation", del show de la CBS The Waltons. Su actuación final la hizo en 1976 en Asalto a la comisaría del distrito 13.
Gilman Rankin falleció en 1993, a los 82 años de edad, en Huntington Beach (California).